# Poa cuspidata
Poa cuspidata är en gräsart som beskrevs av Thomas Nuttall. Poa cuspidata ingår i släktet gröen, och familjen gräs. Inga underarter finns listade i Catalogue of Life.